# Javania exserta
Javania exserta är en korallart som beskrevs av Stephen D. Cairns 1999. Javania exserta ingår i släktet Javania och familjen Flabellidae. Inga underarter finns listade i Catalogue of Life.